# Hein Heckroth

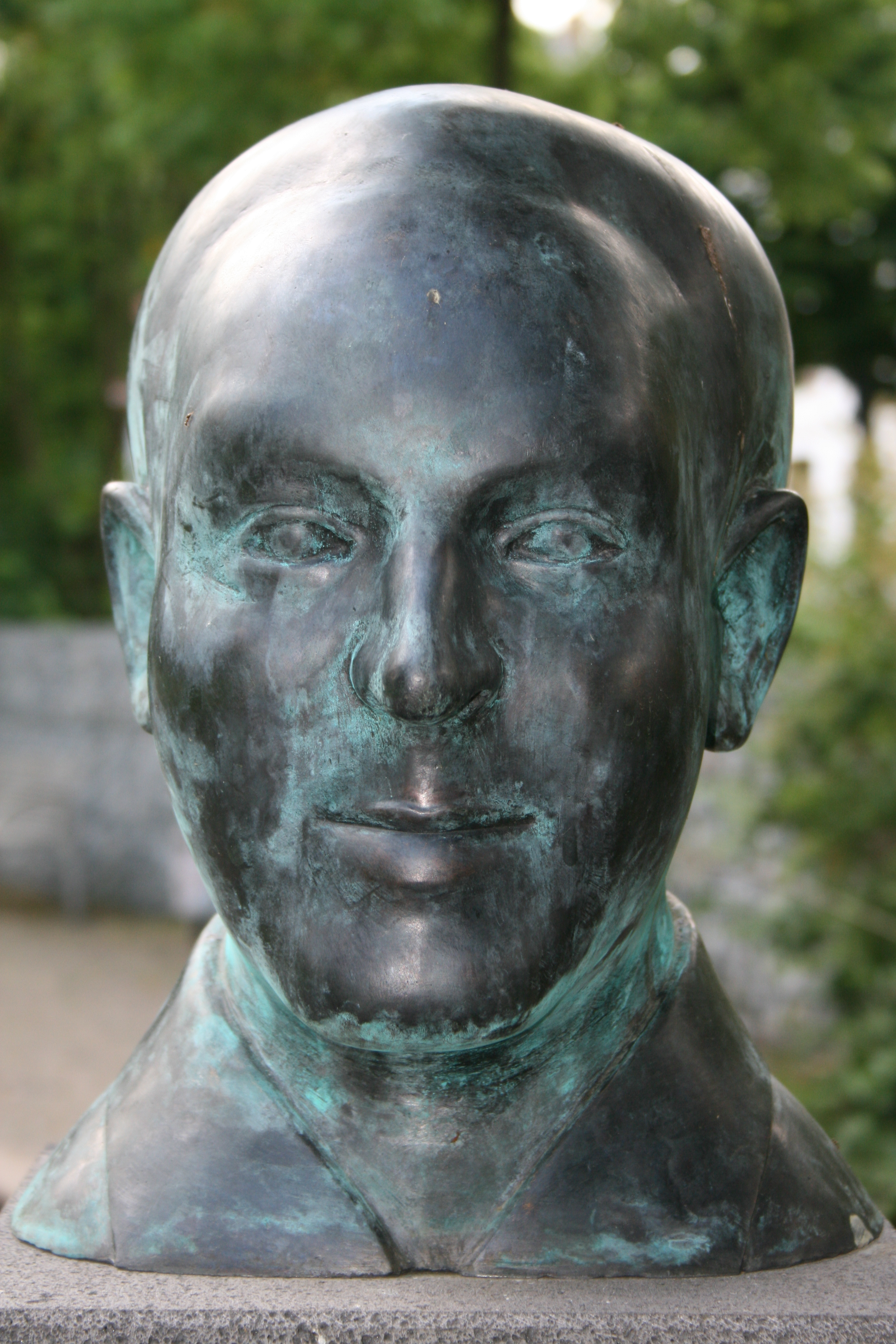
Hein Heckroth. Bronzebüste von Detlef Kraft, 2007

Hein Heckroth (* 14. April 1901 in Gießen; † 6. Juli 1970 in Alkmaar, Niederlande) war ein deutsch-britischer Maler, Bühnenbildner und Film-Designer. Für die Ausstattung des Ballettfilms The Red Shoes erhielt er 1949 den Oscar in der Kategorie „Best Art Direction (Color)“.

## Anfänge
1901 geboren, wuchs Hein Heckroth in der mittelhessischen Universitätsstadt Gießen auf. Er besuchte die Volksschule und lernte anschließend das Handwerk des Buchdruckers und Schriftsetzers. Nach Abschluss der Lehre im Frühjahr 1919 und einer mehrmonatigen Gesellentätigkeit zog es Heckroth an das Städelsche Kunstinstitut in Frankfurt am Main, wo er im Winter 1919/20 eine Ausbildung als Kunstmaler begann. Heckroths Verweildauer an der Städelschule betrug nur ein knappes Jahr. Er studierte anschließend noch ein weiteres Jahr an der Hanauer Zeichenakademie. Einer seiner dortigen Lehrer war Reinhold Ewald.
Dass Heckroth im Alter von 21 Jahren mit seinen Arbeiten im legendären Kunstsalon Ludwig Schames am Frankfurter Börsenplatz vertreten war, ist ein deutlicher Beweis für die Anerkennung, die er in der Kunstszene bereits in jungen Jahren genoss. Auch die Galerie Flechtheim in Frankfurt verkaufte Arbeiten des jungen Heckroth.

## Hinwendung zur Bühnengestaltung
Ab 1924 war die Bühnenkunst Heckroths vordringliches Wirkungsfeld. Statt als freier Maler zu arbeiten, hatte er fortan feste Engagements als Bühnenbildner am Theater, anfänglich in Münster. Alles spricht dafür, dass die Hinwendung zur szenischen Raumgestaltung ökonomische Gründe hatte und mit seinem neuen Familienstand zusammenhing. 1924 ist nämlich das Jahr seiner Eheschließung mit Frieda Diana Maier (1902–1994), genannt Ada, die aus einer jüdischen Familie stammte und deren Mutter eine geborene Rothschild war.
Nach drei Spielzeiten in Münster wechselte Heckroth 1927 an die Bühnen der Stadt Essen und bekleidete dort zunächst die Position eines künstlerischen Beirats. 1929 trat er die Nachfolge von Caspar Neher (1897–1962) als Chef des Ausstattungswesens der Städtischen Bühnen Essen an. Schon zu Beginn seiner Tätigkeit in Essen hatte Heckroth die Leitung der Fachklasse für Bühnengestaltung an der Folkwangschule für Musik, Tanz und Sprache übernommen, einer Neugründung des Jahres 1927.
Zu den Mitbegründern der Folkwangschule zählt auch Kurt Jooss (1901–1979), der die Geschichte des modernen Tanztheaters maßgeblich beeinflusst hat. Weltruhm erlangte Jooss als Choreograf des Antikriegsballetts Der grüne Tisch, das 1932 in Paris uraufgeführt wurde und im ersten Concours International de Chorégraphie den ersten Preis gewann. Als Ausstatter hatte Heckroth dieses Erfolgsstück maßgeblich mitgeprägt.
In den späten zwanziger und frühen dreißiger Jahren führten Gastengagements den mittlerweile renommierten Bühnenbildner Heckroth u. a. nach Düsseldorf, Köln, Frankfurt am Main, Berlin, Dresden, München und Wien. Die Berufung des 31-Jährigen auf eine Professur für Bühnenbild in Dresden, die am Vorabend der NS-Diktatur ausgesprochen wurde, krönte Heckroths bisherige Karriere, stellte ihn aber schon bald vor die schwierigste und wichtigste Entscheidung seines Lebens. Die neuen Machthaber erklärten nämlich die Scheidung von seiner jüdischen Ehefrau zur Einstellungsvoraussetzung. Heckroth verzichtete auf die Professur. Schon bald wurde ein Mal- und Lehrverbot über ihn verhängt.

## Exil in Frankreich und England
Im Frühjahr 1933 war Hein Heckroth mit Kurt Jooss und dessen Tanzkompanie (Ballets Jooss) in den Niederlanden auf Tournee. Als er dort von der Nachricht überrascht wurde, er habe in Deutschland mit seiner Verhaftung zu rechnen, folgte er seiner Frau Ada, die Deutschland nach der Machtübernahme der Nationalsozialisten am 30. Januar 1933 sofort verlassen hatte, nach Paris. Ein wichtiger Aspekt von Heckroths Pariser Existenz ist die materielle Not. Der Versuch, sich als freier Maler in der Kunstmetropole Paris durchzuschlagen, erwies sich als äußerst schwierig.
Die nicht gesicherte materielle Existenz war auch der Grund dafür, dass Heckroth 1935 einer Offerte aus London folgte: Kurt Weill hatte ihm angeboten, die Uraufführung des Musicals A Kingdom for a Cow am Savoy Theatre auszustatten. So gelangte das Ehepaar Heckroth nach England, erhielt 1947 die britische Staatsbürgerschaft und blieb dort bis 1956. A Kingdom for a Cow (1935) erfuhr viel unliebsame Kritik. Die Musikpublizisten verrissen das Stück unisono, und auch das Publikum fand keinen Gefallen daran. A Kingdom for a Cow war für Hein Heckroth dennoch ein wichtiger Türöffner für weitere Engagements in London und Glyndebourne. Außerdem lernte er durch diese Produktion Dorothy Whitney Elmhirst (1887–1968) kennen, eine wohlhabende US-Amerikanerin, deren Mäzenatentum mit sozialem Engagement verknüpft war.
1937 wurde in der Nazi-Aktion „Entartete Kunst“ nachweislich vier Bilder Heckroths beschlagnahmt, aus dem Stadtmuseum Dresden zwei Aquarelle mit dem Titel „Kuhweide“, die beide anschließend vernichtet wurden, und aus dem Märkischen Museum in Witten ein Ölgemälde und ein Aquarell, beide mit dem Titel „Hespertal“.
Heckroth ließ sich dann im südenglischen Dartington (Grafschaft Devon) nieder und unterrichtete an der Dartington Hall School, einer reformpädagogisch orientierten Kunstschule, die von Dorothy Whitney Elmhirst und ihrem Mann Leonard Elmhirst im Jahr 1926 gegründet worden war. Prominente, weithin geehrte Künstler arbeiteten in Dartington, etwa der US-amerikanische Maler Mark Tobey (1890–1976). Die Ideale des Kosmopolitismus, die viele europäische Intellektuelle und Künstler nach 1918 beflügelt hatten, wurden in Dartington auch in den späten dreißiger Jahren noch gelebt. Als England 1939 die Rolle einer Kriegspartei übernahm, ging Heckroth, inzwischen Leiter der Dartington Hall Art Studios, zurück nach London.
Das Folgejahr verlief dramatisch: Im Frühjahr 1940 wurde Heckroth von den Engländern interniert und im Sommer desselben Jahres deportiert. Als Ausländer aus einem Feindstaat („enemy alien“) wurde Heckroth an Bord der Dunera, die den Liverpooler Hafen am 10. Juli 1940 verließ, nach Australien verbracht. Zielort der Reise war ein Internierungslager nahe der Kleinstadt Hay, ungefähr 600 Kilometer westlich von Sydney. Im November 1940, nur zwei Monate nach der Ankunft der Deportierten, präsentierten die Lagerinsassen ein Theaterstück mit Musik, dessen Titel Hay Fever (Heuschnupfen) sich ironisch auf den Ortsnamen bezog. Das Bühnenbild hatte Hein Heckroth entworfen. Sein Wirken am Camp Theatre, wie die englischsprachige Exilbühne in Hay genannt wurde, war aber nur von kurzer Dauer. Denn schon 1941 durfte Heckroth nach England zurückkehren. Herbert Read, der führende Kunstkritiker dieser Ära, und andere namhafte Personen des Kulturlebens hatten sich für Heckroths Freilassung eingesetzt.

## Heckroth als Produktionsdesigner
In den vierziger Jahren brach für Heckroth eine Lebens- und Schaffensphase an, die in starkem Maße vom Medium Film bestimmt war. Der Einstieg ins Filmgeschäft gelang Heckroth 1944 als Kostümbildner von Gabriel Pascals monumentaler Shaw-Verfilmung Caesar and Cleopatra (1945).
Nur wenig später begann Heckroth, für die Produktionsgesellschaft The Archers zu arbeiten, zunächst in subalterner, später in leitender Position. Als federführender Architekt und Ausstatter trat er die Nachfolge von Alfred Junge (1886–1964) an, der zwischen 1943 und 1947 für die Archers insgesamt sechs Filme gestaltet hatte. Das Produzententeam The Archers bestand aus zwei Personen, dem englischen Regisseur Michael Powell und dem aus Deutschland emigrierten Drehbuchautor Emeric Pressburger. Die Zusammenarbeit von Powell und Pressburger als Produzenten gehört zu den wichtigsten und kreativsten Kooperationen der englischen Filmgeschichte. In seiner Autobiografie A Life in Movies (1986) charakterisierte Michael Powell die Filmästhetik der Archers kurz und bündig: „Our business was not realism, but surrealism. We were storytellers, fantasists. This is why we could never get on with the documentary film movement.“ Hein Heckroth konnte neben Alfred Junge zum wichtigsten Filmausstatter der Archers werden, weil auch er als Künstler kein „Realist“ war. So gut wie nie ging es Heckroth um eine naturähnliche Wiedergabe vorgefundener Wirklichkeitsausschnitte.
Im Juli 1946 entstanden die ersten Skizzen für den Ballettfilm The Red Shoes (Die roten Schuhe), der bei der Oscarverleihung 1949 in der Kategorie „Best Art Direction (Color)“ ausgezeichnet wurde. Bei diesem Film war Heckroth zum ersten Mal verantwortlicher Produktionsdesigner, entwarf aber auch die Kostüme. Über weite Strecken kreierte Heckroth die farbenprächtigen Filmbilder wie Gemälde, ohne auf die größere Realitätsnähe gebauter Filmarchitektur zu setzen. Auch und vor allem in der zwanzigminütigen Tanzsequenz, die Mitte und Höhepunkt des Films darstellt und die Premiere eines Märchenballetts vergegenwärtigt, führt die Gestaltung des Szenenbildes zu einer „Entgrenzung des Bühnenraums zu einem filmischen Raum, in dem die Gesetze der Schwerkraft und der zeitlichen und räumlichen Logik aufgehoben sind.“
Da Filmkritik und Filmwissenschaft in der zweiten Hälfte des 20. Jahrhunderts meist geneigt waren, nur den Regisseuren (und hin und wieder den Produzenten) einen Autoren-Status zu attestieren, kann es nicht überraschen, dass Hein Heckroths konzeptioneller Anteil an den „Red Shoes“ lange Zeit unterschätzt wurde. In der jüngeren Forschung ist jedoch deutlich zutage getreten, dass Heckroth durch seine Entwürfe dem Film das künftige Gepräge verliehen hatte, noch bevor Michael Powell als Regisseur überhaupt auf den Plan trat. Nichts anderes hatte Martin Scorsese im Sinn, als er schrieb: „In The Red Shoes […] lassen sich Dekor und Erzählung nicht voneinander trennen.“ Von daher erscheint es nur folgerichtig, dass Hein Heckroth 1962 programmatisch erklären konnte, dass die Arbeit des Produktionsdesigners im Entstehungsprozess eines Films grundlegenden und wegweisenden Charakter haben müsse: „Die Aufgabe des Produktionsdesigners ist es aber nicht nur seine Phantasien zu erfinden, sondern auf die Gesamtform des Filmes zu wirken.“ In The Red Shoes ist dieser Anspruch eingelöst.
In den Jahren 1950 und 1951 arbeitete Heckroth im Auftrag von Powell und Pressburger an den Entwürfen für einen zweiten großen Ballettfilm: The Tales of Hoffmann (Hoffmanns Erzählungen). Erneut wurde eine Vorlage gewählt, die zahlreiche phantastische Motive enthielt: Jacques Offenbachs Oper Les Contes d'Hoffmann, die bis zur Mitte des 20. Jahrhunderts eher selten gespielt wurde. The Tales of Hoffmann brachte Heckroth 1952 zwei Oscar-Nominierungen ein, und zwar in den Kategorien „Best Art Direction (Color)“ und „Best Costume Design“. Bei der Oscar-Verleihung ging Heckroth allerdings leer aus. Der namhafte italienische Filmkritiker Mario Verdone erkannte schon damals, dass Heckroths Entwürfe das Ausgangszentrum des gesamten Films darstellten, und merkte ironisch an, The Tales of Hoffmann erinnere „an einen ‚Film über Kunst‘: die Kunst von Hein Heckroth“.
Bis heute finden Filmhistoriker emphatische Töne, wenn die Gemeinschaftsarbeiten von Powell, Pressburger und Heckroth historisch einzuordnen und zu bewerten sind. 1999 wählte das British Film Institute The Red Shoes (1948) auf den neunten Platz der besten britischen Filme aller Zeiten.
Die Filme, die den Produktionsdesigner Heckroth international berühmt gemacht haben, entstanden im Exil. Heckroth gelang somit etwas, das nur wenigen Künstlern der Emigration glückte: Er setzte sich durch.

## Nach dem Exil
Trotz der Bewährung in der Emigration zog es Heckroth zurück nach Deutschland. Im Februar 1956 kehrte das Ehepaar Heckroth in sein Heimatland zurück, da Hein Heckroth als Ausstattungsleiter an die Städtischen Bühnen in Frankfurt am Main berufen worden war: ein Neubeginn am Ort seiner Anfänge. Was folgte, waren 15 Jahre intensiver Theaterarbeit unter dem Intendanten Harry Buckwitz in Frankfurt, unterbrochen und angereichert durch diverse Gastengagements. Bis zu seinem Tod 1970 arbeitete Heckroth als Szenenbildner für zahlreiche deutsche und ausländische Filmproduktionen, darunter Das Spukschloß im Spessart (Kurt Hoffmann, 1960) und Die Dreigroschenoper (Wolfgang Staudte, 1963). Er hatte auch Kontakt zur Malergruppe der Quadriga.
Im August 1965 ging Heckroth für sechs Monate nach Hollywood, um einen Film von Alfred Hitchcock auszustatten: Torn Curtain (Der zerrissene Vorhang, 1966). Es sollte Hitchcocks fünfzigster Film werden, und es war Hitchcocks ausdrücklicher Wunsch, bei seinem Jubiläumsfilm mit Hein Heckroth zusammenzuarbeiten. Die Tatsache, dass die Handlung dieses Spionage-Abenteuers bei einer Ballettaufführung ihren Höhepunkt erreicht, spielte hier vermutlich eine Rolle.
Auch in seinen späten Jahren arbeitete Heckroth, soweit möglich, immer noch als Maler, aber auch als Ausstatter für das neue Medium Fernsehen. Wer die unterschiedlichen Bewährungsfelder des Künstlers besieht, sollte meinen, dass er an erster Stelle Bühnen- und Filmgestalter war. Unter quantitativen Gesichtspunkten ist das sicher richtig. Heckroth selbst aber sah sich zeit seines Lebens in erster Linie als freier Künstler. Auch seine internationalen Erfolge als Szenenbildner bzw. Produktionsdesigner stellten seine primäre Identität als Maler nicht infrage. Es gehört zu dieser Selbstfixierung als Maler, dass nach Heckroths Überzeugung zwischen Bühnenbild und freier Malerei die Grenze zwischen „Gebrauchskunst“ und Kunst im emphatischen Sinne verlief. Als angewandte Kunst war die szenische Raumgestaltung von vornherein Kunst zweiten Ranges.

## Tod und Begräbnis
Nach einem Ferienaufenthalt in Nordholland erlag Hein Heckroth am 6. Juli 1970 am Bahnhof Alkmaar einem Herzinfarkt. Die Urne mit der Asche des Verstorbenen wurde zunächst auf dem Neuen Friedhof in Gießen bestattet und im November 1970 auf den Waldfriedhof Oberrad in Frankfurt am Main versetzt. Mit der Gestaltung des Grabdenkmals wurde der Frankfurter Bildhauer Hans Steinbrenner (1928–2008) beauftragt.
Nachdem das Nutzungsrecht an der Grabstätte erloschen war, wurde der Grabstein im Oktober 2019 auf den Alten Friedhof in Gießen versetzt.

## Ehrungen und Nachruhm
Hein Heckroth wurde durch mehrere postume Ausstellungen gewürdigt: Frankfurter Kunstverein (1970); Staatliche Kunstsammlungen Kassel (1977); Deutsches Filmmuseum Frankfurt am Main (1991); Galerie Dietgard Wosimsky, Gießen (1993, 1998, 2001); Kunsthalle Gießen (1998).
Obwohl Heckroth, der durch seine Arbeit in der britischen Filmindustrie zu internationalem Ruhm gelangte, in seiner Heimatstadt Gießen nie ein Engagement als Bühnenbildner hatte, ist Gießen zum wichtigsten Erinnerungsort für den Künstler geworden. Die Erinnerung an Heckroths künstlerische Lebensleistung wird seit 2001 von der Hein-Heckroth-Gesellschaft Gießen e. V. wachgehalten. Der Hein-Heckroth-Bühnenbildpreis, der im Zentrum der Vereinstätigkeit steht, wird in jedem zweiten Jahr im Stadttheater Gießen an eine Künstlerpersönlichkeit verliehen, die der jüngeren und jüngsten Entwicklung des Bühnenbildes wichtige Impulse gegeben hat. Der Preis ist derzeit mit 10.000 Euro dotiert. Erich Wonder, Karl-Ernst Herrmann, Achim Freyer, Robert Wilson, Christoph Schlingensief, Anna Viebrock, Bert Neumann, Gero Troike und Katrin Brack sind die bisherigen Preisträger. Der Hein-Heckroth-Bühnenbildpreis ist der wichtigste Garant für das Fortleben des Namens Hein Heckroth in der Theaterkultur von heute.
1977 wurde in Heckroths Geburtsstadt Gießen die Bergstraße am Rande der Innenstadt in Hein-Heckroth-Straße umbenannt. 2007 wurde im Gießener Theaterpark zur Erinnerung an Heckroth eine Porträtbüste von Detlef Kraft aufgestellt.

## Filmografie (Auswahl)
- 1946: Irrtum im Jenseits, Großbritannien (Szenenbild und Kostüme) – Regie: Michael Powell und Emeric Pressburger
- 1951: Hoffmanns Erzählungen (Szenenbild und Kostüme) – Regie: Michael Powell und Emeric Pressburger
- 1953: The Story of Gilbert and Sullivan, Großbritannien (Szenenbild und Kostüme)
- 1959: Peterchens Mondfahrt (Drehbuchautor) – Regie: Gerhard F. Hering
- 1963: Die Dreigroschenoper (Szenenbild und Kostüme) – Regie: Wolfgang Staudte